# 鄧涵文
鄧涵文(漢音読み:とう かんぶん、簡体字:邓涵文、繁体字:鄧涵文、1995年1月8日-)は中国・重慶市出身のサッカー選手。中国超級リーグ、武漢三鎮足球倶楽部に所属している。ポジションはDF（右サイドバック）。中国代表。

## 経歴
2017年2月28日、甲級リーグの北京人和足球倶楽部に移籍。チームの超級リーグ昇格に貢献した。
同年12月24日、超級リーグを7連覇した広州恒大淘宝足球倶楽部に引き抜かれた。
2017年1月にマルチェロ・リッピによってA代表に抜擢され代表デビュー。同年6月7日のフィリピン戦で後半途中出場で代表初得点含む2得点を記録した。